# Міст (фільм)
«Міст» (чеськ. Most) — чеська короткометражна драма 2003 року, режисера, продюсера та сценариста Бобі Ґарабедіана.

## Сюжет
У фільмі розповідається історія самотнього батька, який бере восьмирічного сина, аби працювати разом відчиняючи мости залізниці, де він — тендер.
Одного разу, як завше, їхав поїзд, батько розвів мости, не знаючи, що він іде; син, побачивши це, захотів допомогти батькові і поліз за терміновим важелем. Лада не дістав його і впав під міст. Батько був поставлений перед жорстким вибором: врятувати сина і кинути умирати людей у потягу або ж врятувати поїзд з людьми і затиснути сина під мостом.
Також в фільмі введено другорядний персонаж — дівчина-наркоманка. Під час трагічного випадку вона сиділа в туалеті, гріла дозу на ложці. Коли вона побачила обличчя збожеволілого з горя батька — дівчина відчула цей біль на собі; кинула наркотики і почала «нове життя».
Одного разу чоловік і жінка зустрілися. У колишньої наркоманки нове життя, у неї є син. Чоловік, побачивши це, збагнув, що смерть його сина не була марною.

## У ролях
- Владимир Яворскі — Батько;
- Лінда Рибова — Занепокоєна дівчина, наркоманка;
- Ладислав Ондрей — Хлопчик, Лада.